# Кудрявцев, Всеволод Викторович
Все́волод Ви́кторович Кудря́вцев (11 ноября 1923, Овидиополь — 13 июня 2002, Овидиополь, Одесская область) — организатор колхозного производства, председатель ордена Дружбы народов колхоза имени Дзержинского Овидиопольского района Одесской области Украинской ССР, Герой Социалистического Труда.

## Биография
Всеволод Кудрявцев родился 11 ноября 1923 года в Овидиополе Одесской губернии (ныне в Одесской области).
В 1941 году добровольцем ушёл на фронт, командовал ротой разведчиков и участвовал в многочисленных рейдах в тылу врага. На личном счету роты Кудрявцева 37 «языков», среди которых фельдфебели, лейтенанты и майор вермахта.
Участник обороны Москвы.
С войны вернулся в звании старшего лейтенанта с шестью боевыми орденами.
Заведовал Овидиопольским райисполкомом.
23 февраля 1953 года избран председателем колхоза имени Дзержинского, в котором насчитывалось всего 25 коров, 25 коней и 12 свиней. За 34 года работы Кудрявцева хозяйство разрослось до 2140 коров, лучшие из которых давали 6—8 тысяч килограмм молока в год, а также 4000 голов другого крупного рогатого скота, 2500 свиней, 205 коней, 180 тракторов и 205 автомобилей разных марок. Хозяйство имело статус племзавода, здесь регулярно проводились семинары республиканского масштаба, колхоз постоянно участвовал в Выставках достижений народного хозяйства СССР и был награждён орденом Дружбы народов.
Колхоз имени Дзержинского ежегодно принимал до 20 приезжих делегаций. С хозяйством приезжали знакомиться секретарь ЦК КПСС по сельскому хозяйству Михаил Горбачёв, первый секретарь ЦК Компартии Украины Владимир Щербицкий и даже Король Непала.
При Кудрявцеве активно велось строительство жилья, разрастался посёлок. За время его работы в Овидиополе появились две новые улицы: Пушкинская и Туполева. По инициативе Всеволода Викторовича были построены поликлиника, школа № 2, два новых корпуса школы № 1, Дворец культуры, мемориал в честь погибших земляков и районная больница, на строительство которой колхоз выделил более полутора миллиона рублей.
Трижды избирался депутатом Одесского облсовета.
Будучи большим поклонником и знатоком футбола и гандбола, создал в Овидиополе все условия для развития этих видов спорта. Футбольный клуб «Дзержинец» под руководством Кудрявцева дважды выигрывал чемпионат (1980, 1981), дважды становился обладателем Кубка области (1981, 1982) и дважды (1981, 1982) добивался права участвовать в Кубке УССР среди коллективов физкультуры на приз газеты «Радяньска Україна» (в 1982 году овидиопольцы вышли в 1/8 финала розыгрыша, где уступили будущему обладателю кубка — новокаховской «Энергии»). При Кудрявцеве началась история всесоюзных, а впоследствии и международных турниров на приз двукратной олимпийской чемпионки Татьяны Макарец, который был одним из самых популярных гандбольных турниров в СССР.
По инициативе Кудрявцева в 1983 году был создан самодеятельный народный хор «Радуга», которым руководил заслуженный работник культуры Украины Николай Гаврилович Полевой. Хор становился лауреатом Всеукраинского фестиваля «Байда» и международного фестиваля хоровой музыки в польском Сопоте.
Всеволод Викторович вышел на пенсию в 1987 году.
Умер 13 июня 2002 года в Овидиополе. С его смертью, по мнению овидиопольцев, ушла в историю целая эпоха:
Кудрявцев — самый дорогой подарок Овидиополю от Бога.

## Награды
- Герой Социалистического Труда.
- Награждён тремя орденами Ленина, орденом Октябрьской Революции, орденом Александра Невского, орденами Отечественной войны І и ІІ степеней, двумя орденами Красного Знамени, орденом Красной Звезды, двумя медалями «За отвагу», грамотой «За отвагу в штыковой атаке», юбилейными медалями и грамотами.